# Saint-Nicolas-lès-Cîteaux
Pour les articles homonymes, voir Saint-Nicolas.
Saint-Nicolas-lès-Cîteaux est une commune française située dans le département de la Côte-d'Or en région Bourgogne-Franche-Comté.

## Géographie

### Communes limitrophes
| Épernay-sous-Gevrey Villebichot | Savouges Corcelles-lès-Cîteaux | Izeure Bessey-lès-Cîteaux                             |
| Boncourt-le-Bois                | Saint-Nicolas-lès-Cîteaux      | Aubigny-en-Plaine Magny-lès-Aubigny Charrey-sur-Saône |
| Gerland                         | Broin                          | Bonnencontre                                          |

### Climat
Pour des articles plus généraux, voir Climat de la Bourgogne-Franche-Comté et Climat de la Côte-d'Or.
En 2010, le climat de la commune est de type climat océanique dégradé des plaines du Centre et du Nord, selon une étude du Centre national de la recherche scientifique s'appuyant sur une série de données couvrant la période 1971-2000. En 2020, Météo-France publie une typologie des climats de la France métropolitaine dans laquelle la commune est dans une zone de transition entre le climat océanique altéré et le climat océanique altéré et est dans la région climatique  Bourgogne, vallée de la Saône, caractérisée par un bon ensoleillement (1 900 h/an), un été chaud (18,5 °C), un air sec au printemps et en été et des vents faibles. 
Pour la période 1971-2000, la température annuelle moyenne est de 10,9 °C, avec une amplitude thermique annuelle de 18,1 °C. Le cumul annuel moyen de précipitations est de 789 mm, avec 11,1 jours de précipitations en janvier et 7,4 jours en juillet. Pour la période 1991-2020, la température moyenne annuelle observée sur la station météorologique installée sur la commune est de 11,2 °C et le cumul annuel moyen de précipitations est de 813,8 mm,. Pour l'avenir, les paramètres climatiques de la commune estimés pour 2050 selon différents scénarios d'émission de gaz à effet de serre sont consultables sur un site dédié publié par Météo-France en novembre 2022.
| Mois                                  | jan.           | fév.            | mars         | avril         | mai           | juin           | jui.            | août           | sep.          | oct.          | nov.             | déc.         | année    |
| ------------------------------------- | -------------- | --------------- | ------------ | ------------- | ------------- | -------------- | --------------- | -------------- | ------------- | ------------- | ---------------- | ------------ | -------- |
| Température minimale moyenne (°C)     | −0,3           | −0,2            | 2,2          | 4,2           | 8,5           | 11,6           | 13,4            | 13,2           | 10            | 7,1           | 2,6              | 0,5          | 6,1      |
| Température moyenne (°C)              | 2,8            | 3,9             | 7,6          | 10,2          | 14,6          | 18             | 20,1            | 19,9           | 15,8          | 11,7          | 6,2              | 3,4          | 11,2     |
| Température maximale moyenne (°C)     | 5,9            | 8               | 13           | 16,3          | 20,7          | 24,4           | 26,8            | 26,6           | 21,6          | 16,3          | 9,8              | 6,2          | 16,3     |
| Record de froid (°C) date du record   | −23 09.01.1985 | −19 14.02.1991  | −12 01.03.05 | −6 11.04.1973 | −3 01.05.1984 | 0,8 05.06.1975 | 3,7 04.07.1974  | 2,5 30.08.1998 | −2 30.09.1972 | −6 31.10.1997 | −10,1 27.11.1985 | −15 30.12.05 | −23 1985 |
| Record de chaleur (°C) date du record | 16,9 01.01.23  | 20,1 24.02.1990 | 24 18.03.05  | 29,4 25.04.07 | 31,2 25.05.07 | 36 18.06.22    | 38,6 31.07.1983 | 40 12.08.03    | 34,8 09.09.23 | 28 02.10.01   | 21 03.11.05      | 17 07.12.00  | 40 2003  |
| Précipitations (mm)                   | 58,3           | 49,5            | 53,7         | 61,9          | 80,2          | 66,6           | 72,4            | 69,4           | 65            | 83,4          | 86,3             | 67,1         | 813,8    |

## Urbanisme

### Typologie
Au 1er janvier 2024, Saint-Nicolas-lès-Cîteaux est catégorisée commune rurale à habitat dispersé, selon la nouvelle grille communale de densité à 7 niveaux définie par l'Insee en 2022.
Elle est située hors unité urbaine. Par ailleurs la commune fait partie de l'aire d'attraction de Dijon, dont elle est une commune de la couronne,. Cette aire, qui regroupe 333 communes, est catégorisée dans les aires de 200 000 à moins de 700 000 habitants,.

### Occupation des sols
L'occupation des sols de la commune, telle qu'elle ressort de la base de données européenne d’occupation biophysique des sols Corine Land Cover (CLC), est marquée par l'importance des territoires agricoles (53,8 % en 2018), une proportion sensiblement équivalente à celle de 1990 (53,3 %). La répartition détaillée en 2018 est la suivante : 
forêts (40 %), terres arables (39,7 %), prairies (10,1 %), zones agricoles hétérogènes (4 %), eaux continentales (2,5 %), milieux à végétation arbustive et/ou herbacée (2,4 %), zones urbanisées (1,3 %). L'évolution de l’occupation des sols de la commune et de ses infrastructures peut être observée sur les différentes représentations cartographiques du territoire : la carte de Cassini (XVIIIe siècle), la carte d'état-major (1820-1866) et les cartes ou photos aériennes de l'IGN pour la période actuelle (1950 à aujourd'hui).

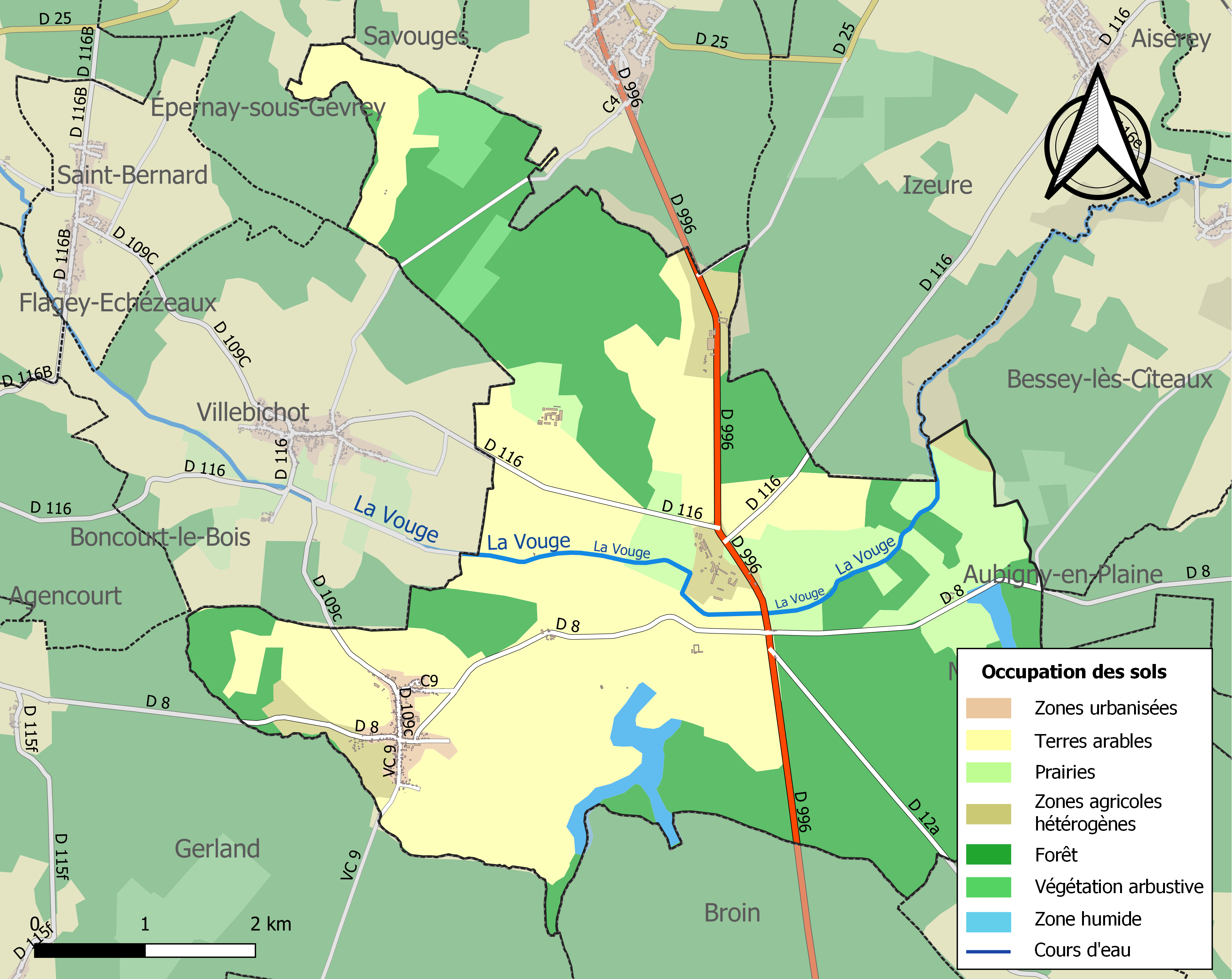
Carte des infrastructures et de l'occupation des sols de la commune en 2018 (CLC).

## Histoire
L'abbaye de Cîteaux est fondée en 1098 par saint Robert et des moines venus de Molesme. En 1113, saint Bernard vient y prendre l'habit en compagnie de trente gentilshommes bourguignons. Dès lors, l'abbaye devient chef d'ordre et connait un grand rayonnement sous la protection des ducs de Bourgogne. L'ordre cistercien comptera plus de mille abbayes en Europe et en Palestine. En 1608, l'abbaye fonde le village de Saint-Nicolas en faisant appel à des colons de Lorraine. En 1636, l'abbaye est ravagée par Gallas.
Au début du XVIIe siècle, pour pallier les difficultés résultant des guerres et des pillages de l'époque, le 52e abbé de Cîteaux, dom Nicolas II de Boucherat, fait venir sur son domaine 23 familles (36 hommes) originaires de Lorraine. À chacune, il offre une parcelle de 100 journaux (34 hectares) de terre située dans la forêt, à environ 4 km de l'abbaye. Les familles s'engagent à les défricher et à les mettre en culture dans les 15 ans. Elles devront reverser une partie de la production à l'abbaye, et s'acquitter de corvées, sous peine de sanctions.
Cette "installation" est à l'origine du village actuel. Le 31 octobre 1608, la charte de fondation est signée dans la salle capitulaire. Le village ainsi créé prend le nom de l'abbé : Saint-Nicolas.
À la Révolution, l'abbaye de Cîteaux est supprimée et le village de Saint-Nicolas est temporairement appelé Unité.
En 1841, la féministe belge Zoé de Gamond et Arthur Young, un disciple de Fourier, établissent dans les bâtiments délaissés un phalanstère. En 1846, l'abbé Rey y installe une colonie agricole pénitentiaire qui est dissoute à la fin du XIXe siècle. En 1898, le monastère est donné aux trappistes.

## Politique et administration
| Période                                  | Période       | Identité                 | Étiquette | Qualité |
| ---------------------------------------- | ------------- | ------------------------ | --------- | ------- |
| 1790                                     | 1790          | dom François Trouvé      |           |         |
| ?                                        | ?             | Louis Boisset            |           |         |
| 1790                                     | 1790          | Gérard François          |           |         |
| 1790                                     | 1792          | François Charles         |           |         |
| 1792                                     | 1800          | Jean Seurot              |           |         |
| 1800                                     | 1819          | Picavez                  |           |         |
| 1819                                     | 1822          | Jacques Guyon            |           |         |
| 1822                                     | 1834          | Jacques Patron           |           |         |
| 1834                                     | 1847          | Claude Morlot            |           |         |
| 1847                                     | 1848          | François Patron-Gauthey  |           |         |
| 1848                                     | 1871          | Pierre Patron            |           |         |
| 1871                                     | 1876          | Jean Lechene             |           |         |
| 1876                                     | 1878          | Jean Seurot-Morlot       |           |         |
| 1878                                     | 1880          | Pierre Patron Catinot    |           |         |
| 1880                                     | 1881          | Pierre Patron-Chapelain  |           |         |
| 1881                                     | mai 1904      | Auguste Remondet-Lechène |           |         |
| mai 1904                                 | mai 1908      | François Molard          |           |         |
| mai 1908                                 | novembre 1920 | Auguste Remondet         |           |         |
| novembre 1920                            | août 1935     | Jean-Baptiste Vasseur    |           |         |
| août 1935                                | mai 1945      | Claudius Molard          |           |         |
| mai 1945                                 | mars 1977     | Raymond Veillet          |           |         |
| mars 1977                                | juin 1995     | Pierre Goujon            |           |         |
| juin 1995                                | mars 2008     | Daniel Naudin            |           |         |
| mars 2008                                | En cours      | Florence Zito            | MoDem     |         |
| Les données manquantes sont à compléter. |               |                          |           |         |

## Démographie
L'évolution du nombre d'habitants est connue à travers les recensements de la population effectués dans la commune depuis 1793. Pour les communes de moins de 10 000 habitants, une enquête de recensement portant sur toute la population est réalisée tous les cinq ans, les populations de référence des années intermédiaires étant quant à elles estimées par interpolation ou extrapolation. Pour la commune, le premier recensement exhaustif entrant dans le cadre du nouveau dispositif a été réalisé en 2005.

En 2022, la commune comptait 390 habitants, en évolution de −8,67 % par rapport à 2016 (Côte-d'Or : +0,82 %, France hors Mayotte : +2,11 %).
| 1793 | 1800 | 1806 | 1821 | 1836 | 1841 | 1846 | 1851 | 1856 |
| ---- | ---- | ---- | ---- | ---- | ---- | ---- | ---- | ---- |
| 670  | 841  | 706  | 583  | 668  | 678  | 675  | 697  | 636  |

| 1861 | 1866 | 1872 | 1876  | 1881  | 1886  | 1891 | 1896 | 1901 |
| ---- | ---- | ---- | ----- | ----- | ----- | ---- | ---- | ---- |
| 626  | 767  | 662  | 1 636 | 1 381 | 1 096 | 721  | 780  | 493  |

| 1906 | 1911 | 1921 | 1926 | 1931 | 1936 | 1946 | 1954 | 1962 |
| ---- | ---- | ---- | ---- | ---- | ---- | ---- | ---- | ---- |
| 435  | 431  | 396  | 437  | 360  | 406  | 430  | 373  | 395  |

| 1968 | 1975 | 1982 | 1990 | 1999 | 2005 | 2006 | 2010 | 2015 |
| ---- | ---- | ---- | ---- | ---- | ---- | ---- | ---- | ---- |
| 386  | 316  | 331  | 400  | 475  | 463  | 463  | 434  | 430  |

| 2020 | 2022 | - | - | - | - | - | - | - |
| ---- | ---- | - | - | - | - | - | - | - |
| 398  | 390  | - | - | - | - | - | - | - |

## Lieux et monuments
- L’abbaye Notre-Dame de Cîteaux est la puissante abbaye fondatrice de l'ordre de Cîteaux (ordre cistercien). Elle est située sur la commune de Saint-Nicolas-lès-Cîteaux en Côte-d'Or, canton de Nuits-Saint-Georges en Bourgogne-Franche-Comté. Sa construction est de style gothique et d'architecture classique du XIe siècle. Elle fut fondée en 1098 dans le duché de Bourgogne par Robert de Molesme, abbé de l'abbaye Notre-Dame de Molesme, dédiée à Marie, mère du Christ, et placée sous la protection des ducs de Bourgogne.

- Château de la Forgeotte

## Héraldique
| Blason de Saint-Nicolas-lès-Cîteaux | Blason  | Écartelé : au 1er d'azur semé de fleurs de lis d'or, à l'écusson bandé d'or et d'azur et à la bordure de gueules, brochant en abîme, au 2e d'or à la bande de gueules chargée de trois alérions d'argent, au 3e d'or à la branche de chêne de sinople englantée d'une pièce d'argent, au 4e d'azur au coq d'or barbé, becqué, crêté et membré de gueules. |
| Blason de Saint-Nicolas-lès-Cîteaux | Détails | Le statut officiel du blason reste à déterminer. |

## Jumelages
Roth (Allemagne) depuis 1991